# Majavalampi (sjö, lat 66,82, long 26,72)
Majavalampi är en sjö i Finland. Den ligger i kommunen Kemijärvi i landskapet Lappland, i den norra delen av landet, 700 km norr om huvudstaden Helsingfors. Majavalampi ligger 190,6 meter över havet. Arean är 77 hektar och strandlinjen är 6,33 kilometer lång. Sjön  ingår i Kemi älvs huvudavrinningsområde. 